# Northwood (Iowa)
Northwood é uma cidade localizada no estado americano de Iowa, no Condado de Worth.

## Demografia
Segundo o censo americano de 2000, a sua população era de 2050 habitantes.
Em 2006, foi estimada uma população de 2021, um decréscimo de 29 (-1.4%).

## Geografia
De acordo com o United States Census Bureau tem uma área de
9,8 km², dos quais 9,8 km² cobertos por terra e 0,0 km² cobertos por água. Northwood localiza-se a aproximadamente 375 m acima do nível do mar.

## Localidades na vizinhança
O diagrama seguinte representa as localidades num raio de 20 km ao redor de Northwood.